# Bojany (wieś w Polsce)
Bojany – wieś sołecka w Polsce położona w województwie mazowieckim, w powiecie ostrowskim, w gminie Brok.
Prywatna wieś duchowna położona była w drugiej połowie XVI wieku w powiecie kamienieckim ziemi nurskiej województwa mazowieckiego. W latach 1975–1998 miejscowość administracyjnie należała do województwa ostrołęckiego.
Wierni Kościoła rzymskokatolickiego należą do parafii św. Andrzeja Apostoła w Broku.